# Tschebyschow-Goldmedaille
Die Tschebyschow-Goldmedaille (russisch Золотая медаль имени П. Л. Чебышёва Solotaja medal imeni P. L. Tschebyschowa) wurde im Jahre 1944 (damals noch als Tschebyschow-Preis) gestiftet und nach dem russischen Mathematiker Pafnuti Lwowitsch Tschebyschow benannt. Im Februar 1993 wurde der Preis in Tschebyschow-Goldmedaille umbenannt und wird seit 1996 von der Russischen Akademie der Wissenschaften für herausragende Leistungen auf dem Gebiet der Mathematik verliehen. Seit 2002 erfolgt die Vergabe der Goldmedaille alle fünf Jahre.

## Preisträger
- 1996 Guri Iwanowitsch Martschuk
- 2002 Wjatscheslaw Iwanowitsch Lebedew
- 2007 Igor Wassiljewitsch Wolowitsch
- 2012 Alexei Nikolajewitsch Parschin
- 2017 Albert Nikolajewitsch Schirjajew
- 2022 Wladimir Petrowitsch Platonow